# Astigmasaura
Astigmasaura („ještěr bez znamení“) je rod diplodokoidního sauropoda z čeledi Rebbachisauridae, žijícího v období rané svrchní křídy (cenoman, asi před 96 až 94 miliony let) na území dnešní Jižní Ameriky (Argentina, severovýchodní část provincie Neuquén).

## Objev
V roce 2017 byl objeven jeden nekompletní exemplář tohoto sauropoda na lokalitě zvané "El Orejano" (nedaleko ropného pole argentinské naftařské společnosti YPF), a to v sedimentech velmi bohatého geologického souvrství Huincul. Tento dinosaurus byl předběžne popsán již roku 2024 paleontologem Flaviem Bellardinim a jeho kolegy, tehdy mu ale ještě nepřidělili formální vědecké jméno. Nový taxon byl pak formálně popsán až v červnu roku 2025 a dostal vědecké jméno Astigmasaura genuflexa. Rodové jméno odkazuje k místu objevu, protože na něm se vyskytují domácí zvířata bez označení, na rozdíl od jiných oblastí, kde farmáři svá zvířata značkují (rodové jméno lze přeložit jako "ještěr bez znamení/značky"). Druhové jméno pak znamená doslova "ohnuté koleno", protože typový exemplář byl objeven s kostrami nohou ohnutými dozadu.

## Popis
Astigmasaura byla stejně jako příbuzné rody Cienciargentina nebo Amazonsaurus relativně malým nebo nanejvýš středně velkým sauropodem, jeho délka zřejmě nepřesahovala 12 metrů a hmotnost 5 tun. Podle jiných odhadů však dosahoval tento sauropod délky až kolem 15 metrů a hmotnosti přibližně 8 tun, což však může být přehnané. Zástupci rodu Astigmasaura mohli nejspíš dosahovat poněkud větších rozměrů, přinejmenším délky 10 až 12 metrů a hmotnosti 7 až 10 tun.

Dinosauří megafauna geologického souvrství Huincul (zde bez taxonu Astigmasaura).

## Systematické zařazení
Astigmasaura byla podobně jako příbuzný taxon Cienciargentina zástupce čeledi Rebbachisauridae. Mezi jemu blízce příbuzné rody patřily například taxony Itapeuasaurus a Sidersaura (tvořícím společně klad (přirozenou vývojovou skupinu), jehož je Astigmasaura sesterským taxonem), vzdáleněji pak například evropský rod Histriasaurus. Dalšími vývojově příbuznými rody byly taxony Amazonsaurus, Zapalasaurus, Lavocatisaurus a některé další.